# Saint-Bonnet-Elvert
Saint-Bonnet-Elvert este o comună în departamentul Corrèze din centrul Franței. În 2009 avea o populație de 196 de locuitori.

## Evoluția populației
| An        | 1975 | 1982 | 1990 | 1999 | 2006 | 2009 |
| --------- | ---- | ---- | ---- | ---- | ---- | ---- |
| Populație | 272  | 230  | 188  | 166  | 185  | 196  |